# Pearl River, New York
Pearl River är en så kallad census-designated place i kommunen Orangetown i Rockland County i delstaten New York. Vid 2020 års folkräkning hade Pearl River 16 567 invånare.>